# Aldeanueva de la Vera
Aldeanueva de la Vera est une commune de la province de Cáceres dans la communauté autonome d'Estrémadure en Espagne.

## Géographie
Située au centre du district de la Vera, entre les villes de Cuacos et Jarandilla, entourée par les gorges « Le Guachos » et « San Gregorio », Aldeanueva de la Vera possède des bâtiments qui sont répartis dans une forme allongée. En effet, du fait de son emplacement, à savoir sur le versant sud de la Sierra de Gredos, dont l’altitude varie entre 580 et 1800m, la ville ne peut avoir qu’une forme longitudinale. Cela limite également l’activité agricole.
Le climat continental tempéré de type méditerranéen est marqué par une température moyenne annuelle de 15 °C. La température moyenne hivernale est de 7 °C, et la température moyenne estivale est de 23 °C.
Les alentours d’Aldeanueva sont marqués par la présence de foret de châtaigniers, de chênes, et de cerisiers (des milliers de cerisiers ont été récemment plantés). En trouve également un grand nombre de zones de baignade qui se trouvent dans les gorges, Aldeanueva étant une des communes possédant le plus grand nombre de gorges dans la Vera.

## Histoire
L’histoire de la ville remonte à l’époque romaine, où la municipalité reçue des colonies, dont il reste quelques traces : les Castros Vetoni, mais aussi une villa romaine (située dans la région de San Gil), ainsi que d’importants reste funéraires. La villa romaine continuera à être peuplée durant une période Wisigothe, de laquelle il a été retrouvé une nécropole Wisigothe contenant un sarcophage de granit. Cependant, la négligence et la barbarie des hommes ont conduit à l’écroulement de cet édifice.
Après avoir été reconquis à la fin du XIIe siècle par Alphonse VIII de Castille, la ville fit partie d’une association de personnes pour l’administration des biens communs, appelée Sexmo Vera, basé à Plasencia.
Le 28 septembre 1802, en vertu de la charte royale publiée par Charles IV, la ville obtient son autonomie juridique. À cette même période, le Roi accordera également la « Dehesa Mesilla ». Il s’agit d’une ferme et 1500 hectares de terres, qui appartenaient au peuple, mais étaient situés dans la ville de Collado. Le domaine se composait de plusieurs petits villages : La Salud, El Sanatorio, El Penal, et La Vega de Mesillas. Dans ce dernier se trouvait une école et l’église, mais également une source d’eau médicinale qui, dit-on, serait bénéfique contre les rhumatismes.
À la chute de l’ancien régime, en 1834, la ville fut intégrée à la région d’Estrémadure. Elle comptait, en 1842, 440 familles et 2410 habitants. Même si la ville paya un lourd tribut durant la guerre d’indépendance (1808-1814), elle se révolta contre les troupes napoléoniennes. Durant la guerre civile espagnole (1936-1939), la population s’allia au « Bando Nacional », qui devint le« Frente Popular » durant les élections qui suivirent la révolte. Au cours de cette période, les affrontements se déroulaient sur la « Plaza de los toros », avant de se poursuivre dans les maquis.
Au début des années 1960, la ville fut touchée par l’exode rural, jusque dans les années 1980, où la désertification se ralentit, notamment grâce à l’explosion de la culture du tabac, et à la production du paprika. Dans ce sens, la production de tabac est l’une des plus importantes du pays. Quant au paprika, sa production est parmi la plus grande qualité de la Vera, le respect des traditions vieilles de deux siècles lui donne un parfum et une couleur qui le rend unique.

## Demographie
| 1900 | 1910 | 1920 | 1930 | 1940 | 1950 | 1960 |
| 1841 | 2312 | 2274 | 2697 | 3093 | 3667 | 4005 |
| 1970 | 1981 | 1991 | 1996 | 1999 | 2006 | 2007 |
| 3505 | 2558 | 2476 | 2584 | 2501 | 2304 | 2306 |
| 2008 | 2009 |      |      |      |      |      |
| 2276 | 2275 |      |      |      |      |      |

## Monuments et sites d'intérêt
- Église paroissiale de Saint-Pierre-Apôtre, reconstruite entre les XVe siècle et XVIe siècle. Possède une abside semi-circulaire du XIVe siècle et un musée paroissial.
- La chapelle San Miguel
- La chapelle del Cristo de la Pasión
- La chapelle del Cristo de la Salud
- Le couvent de Sainte-Catherine-de-Sienne du PP. Dominicaine, confesseur de Philippe II, en ruines, à 2 km en direction de Jarandilla de la Vera.
- Plaza de los toros (Arène), dans laquelle sont organisées les corridas dans un style traditionnel durant l'été.
- Pont romain, dans la vallée de San Gregorio.
- Maison de l'évêque Godoy, évêque d'Osma et de Sigüenza.
- Les fontaines de Boticario, de San Miguel et de los 8 caños
- Les Castros vetoni sur la colline Castillejos.

## Personnalités
Aldeanuva est le berceau de Don Pedro de Godoy, qui fut évêque de Sigüenza et d’Osma. Dernier Grand Théologien de l’École de Salamanque, il fut professeur de théologie jusqu’en 1664. On lui doit notamment la Summa Teologica, et les Disputationes.
Aldeanueva connut également parmi ses habitants deux conquérants, qui ont pris part au processus de paix sur le territoire de l’actuelle Colombie. Le nom qui revient le plus souvent est celui du conquistador Juan Villatoro, qui après plusieurs actions, fut condamné à mort dans l’île de Margarita (Venezuela), sur ordre du tyran Lope de Aguirre.

## Fêtes
- El Cristo del sepulcro (lundi de Pentecote)
- El Cristo de la Salud (en 2010, du 15 au 19 juillet)
- La Viva-Viva (début décembre)